# Massacre de Realengo
O Massacre de Realengo refere-se ao massacre escolar ocorrido em 7 de abril de 2011, por volta das 8h30min da manhã (UTC-3), na Escola Municipal Tasso da Silveira, localizada no bairro de Realengo, no município do Rio de Janeiro.
O assassino Wellington Menezes de Oliveira, de 23 anos, é um dos primeiros exemplos de massacre praticado por incels (celibatários involuntários) conhecidos no Brasil. Ele invadiu a escola armado com dois revólveres e começou a disparar contra os alunos presentes com idade entre 13 e 15 anos, os tiros mataram 12 crianças, das quais 10 eram meninas e apenas 2 eram meninos. O massacre ainda resultou em mais de 10 feridos. O assassino foi interceptado por policiais, mas cometeu suicídio antes de ser detido.
A motivação do crime figura incerta, porém a nota de suicídio de Wellington e o testemunho público de sua irmã adotiva e o de um colega próximo apontam que o atirador era reservado, sofria bullying e pesquisava muito sobre assuntos ligados a atentados terroristas e a grupos religiosos fundamentalistas. O crime causou comoção no país e teve ampla repercussão em noticiários internacionais. A então presidente do Brasil, Dilma Rousseff, decretou luto nacional de três dias em virtude das mortes.

## O ataque

### Assassino
Wellington Menezes de Oliveira (Rio de Janeiro, 13 de julho de 1987 — Rio de Janeiro, 7 de abril de 2011), de 23 anos, foi aluno da Escola Municipal Tasso da Silveira até a 8.ª série (9.º ano atualmente). Wellington era filho adotivo de Dicéa Menezes de Oliveira, o caçula de cinco irmãos e foi adotado ainda bebê. Sua mãe biológica sofria de problemas mentais e chegou a tentar se matar. É descrito por familiares e conhecidos como um rapaz calado, tímido, introspectivo, que não se metia em problemas nem desrespeitava regras. Sua mãe adotiva, que morreu em 2010, era testemunha de Jeová; Wellington também chegou a frequentar a religião, mas nunca havia se tornado adepto. Era uma pessoa calada, tímida e passava boa parte de seu tempo navegando na internet.

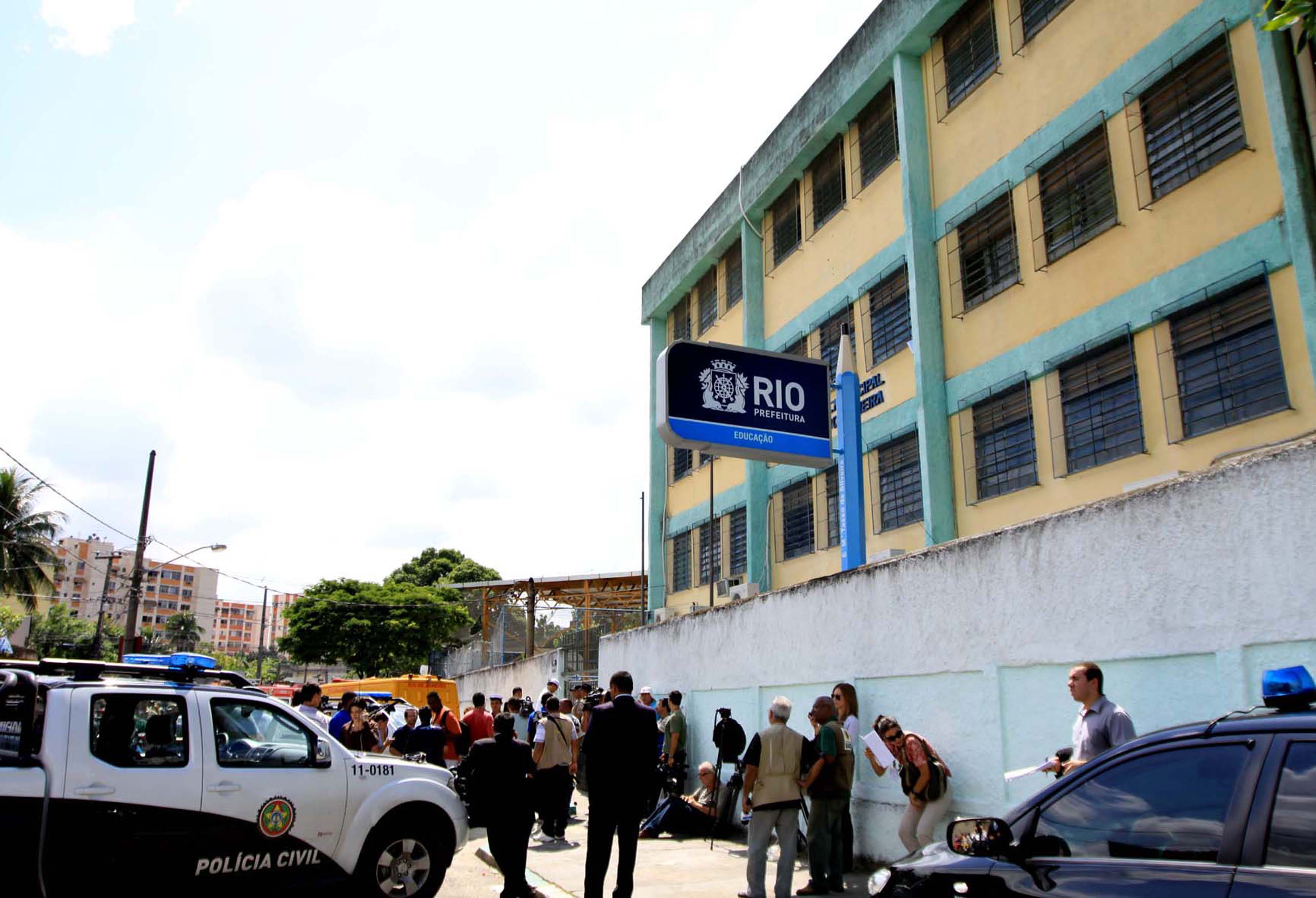
Fachada da escola momentos depois do crime

Em entrevista concedida no dia 13 de abril, os familiares confirmaram que Wellington era muito fechado e introspectivo, que só se relacionava com as pessoas pela internet, tinha poucos amigos e não participava da vida familiar, passando quase todo o tempo diante do computador. Sendo adotado por uma mulher já com mais de cinquenta anos e tendo irmãos já casados, foi tratado de modo distinto pela mãe, que imaginava ter que deixá-lo muito cedo devido à idade. Ela é descrita como um porto seguro para Wellington e a morte dela agravou sua doença psiquiátrica, já conhecida da família e com uma tentativa de tratamento com psicólogo, que foi abandonada pelo rapaz. Ele acompanhava reuniões das testemunha de Jeová com a mãe, muito religiosa, não tendo se tornado adepto da religião e também não tinha ligação com grupos islâmicos, como a mídia inicialmente informou, embora tenha procurado outras religiões quando se desligou das testemunhas de Jeová. Os parentes se dizem surpresos com o crime e com medo de se exporem publicamente.
Wellington se refere desta forma, em uma carta, ao bullying sofrido na escola: "Muitas vezes aconteceu comigo de ser agredido por um grupo, e todos os que estavam por perto debochavam, se divertiam com as humilhações que eu sofria, sem se importar com meus sentimentos". E, conforme o depoimento de um ex-colega: "Certa vez no colégio pegaram Wellington de cabeça para baixo, botaram dentro da privada e deram descarga. Algumas pessoas instigavam as meninas: 'Vai lá, mexe com ele'. Ou até o incentivo delas mesmo: 'Vamos brincar com ele, vamos sacanear'. As meninas passavam a mão nele (...). Esses maus-tratos aconteceram em 2001. Naquele ano, em 11 de setembro, o maior ataque terrorista de todos os tempos virou obsessão para Wellington".
Após a morte de Dona Dicéa, os irmãos vasculharam o computador do jovem e descobriram que ele fazia muitas pesquisas sobre armamentos. Descobriu-se que ele comprou dois revólveres e um carregador rápido, bem como tomou aulas de tiro, havendo evidência de que planejava a ação desde o ano anterior, sempre com intenção de vingança e com admiração por atos terroristas. Durante a execução da chacina, cometeu suicídio após ser baleado na barriga. Seu corpo foi enterrado no Cemitério do Caju em 22 de abril, após quinze dias no IML, sem a presença de nenhum parente, somente dos coveiros, numa cova rasa e sem lápide. Não se fez nenhum dos procedimentos que ele havia pedido na carta de suicídio.

### Antecedentes

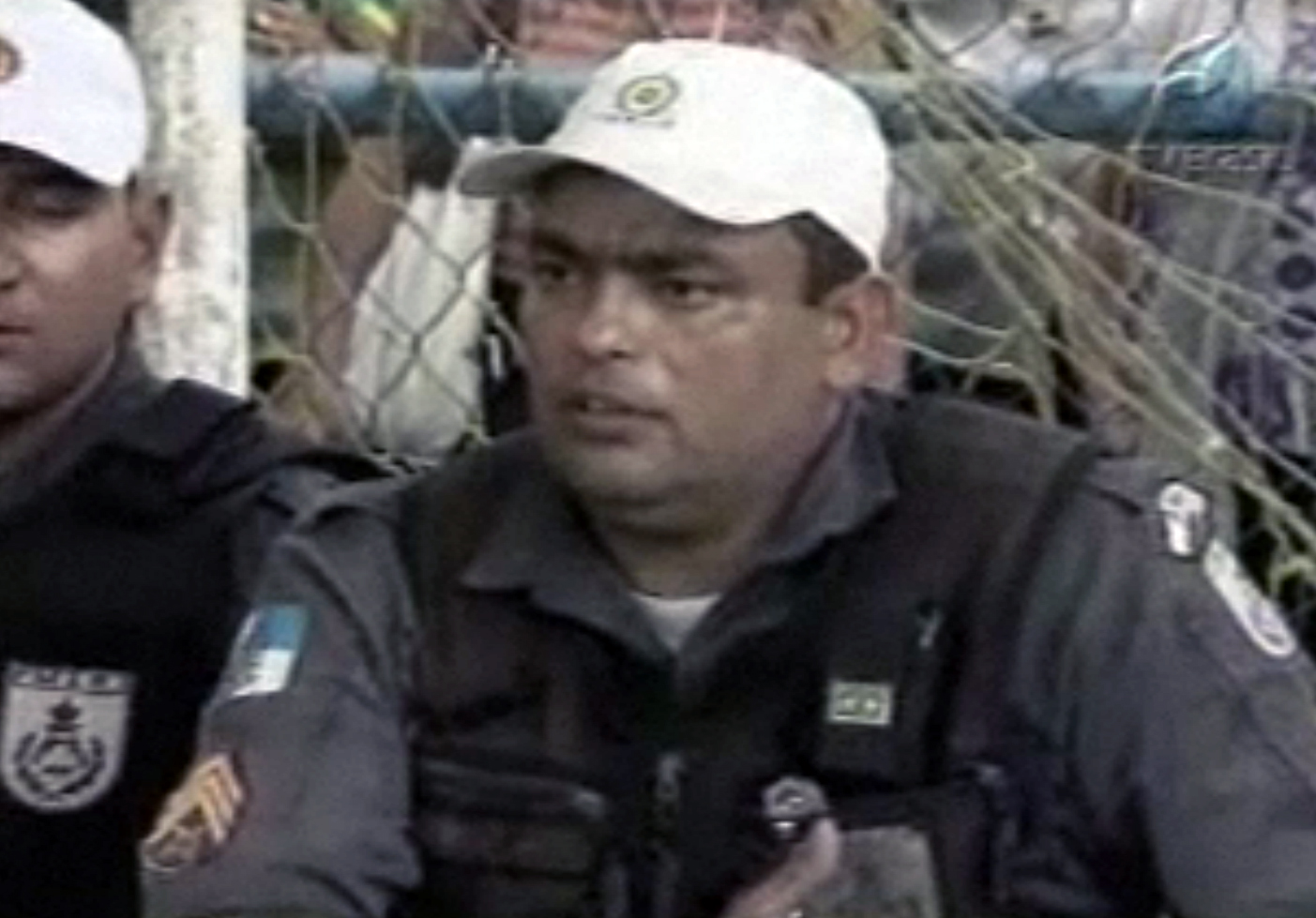
O sargento Márcio Alves, autor do disparo que atingiu Wellington

Investigações da polícia posteriores ao massacre, por meio de uma denúncia anônima, descobriam que Wellington havia saído para comprar o revólver calibre 32 com dois homens, um vigia desempregado e um chaveiro, Charleston Souza de Lucena e Izaías de Souza, respectivamente, e ambos os suspeitos admitiram ter intermediado a venda do revólver num quiosque próximo da casa de Wellington em Sepetiba. A alegação de Wellington, de acordo com um dos suspeitos, foi a de que ele usaria a arma para se proteger, pois vivia sozinho. Um terceiro homem teria participado propriamente da venda, Robson, fornecendo diretamente a arma para Wellington, enquanto os outros dois haveriam apenas servido como intermediadores.
Ambos os homens presos disseram-se arrependidos pela venda. Isaías declarou: "Se soubesse que era para fazer isso, não tinha participado, porque eu também tenho filhos, que estudam inclusive numa escola em frente onde Wellington morava", enquanto Charleston declarou: "Agora infelizmente vou ter que pagar por este ato. Espero que a Justiça faça o que tem que fazer, que ela seja cumprida". Embora os acusados tenham afirmado que Robson morreu no carnaval de 2011, a polícia ainda assim o investiga e tenta procurar evidências de sua suposta morte. Os investigadores também não sabem como Wellington obteve sua outra arma, um revólver 38, com o qual efetuou a maioria dos disparos.

### Execução

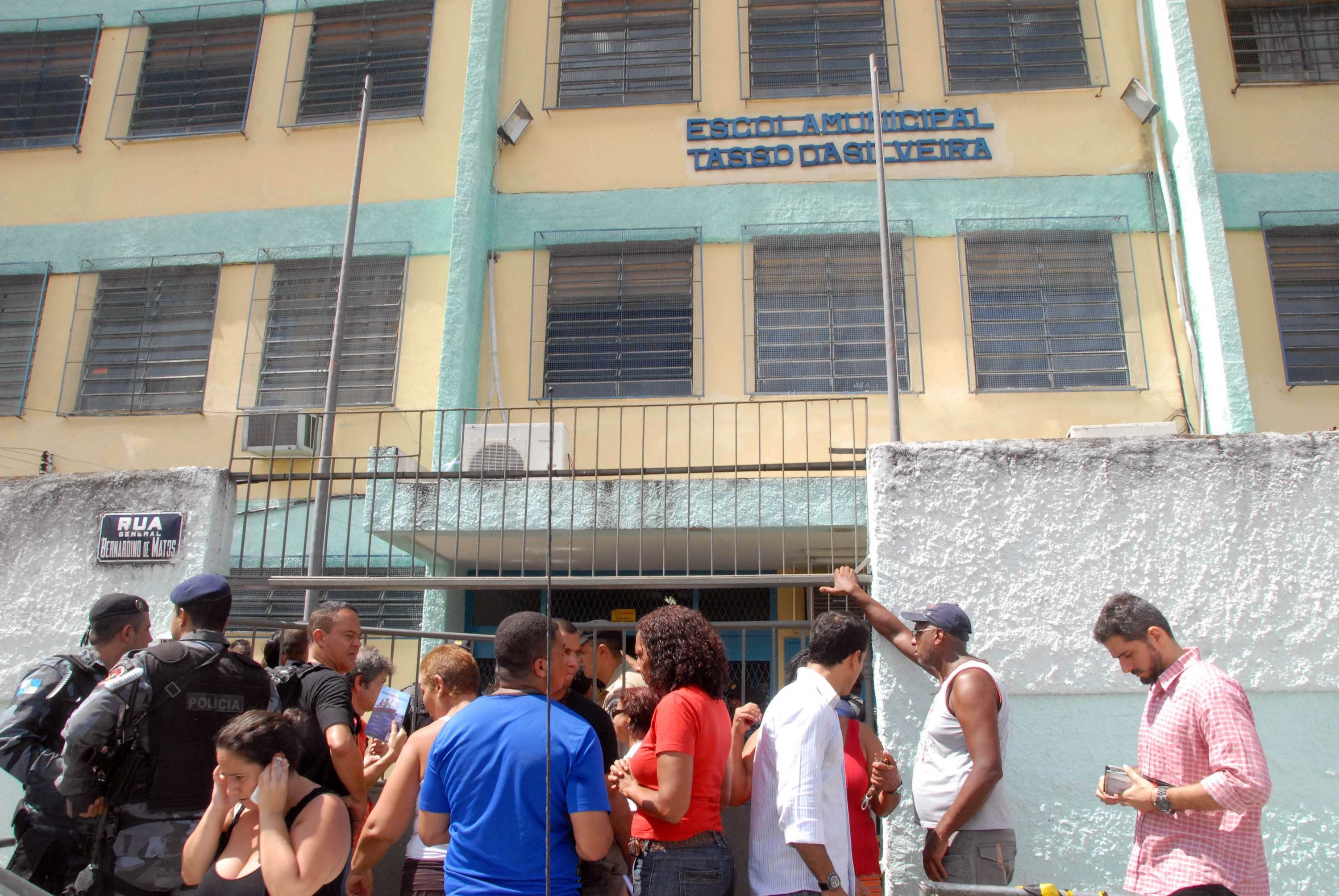
Entrada da Escola Municipal Tasso da Silveira no dia do ataque

Wellington, ex-aluno da Escola Municipal Tasso da Silveira, dirigiu-se a pé para a escola na manhã de 7 de abril de 2011, portando dois revólveres — um de calibre .38 e outro de calibre .32 — e carregadores do tipo speedloader, que, segundo os policiais, exigem treinamento para uso. Ele estava bem vestido e, por volta das 8h (UTC−3), identificou-se como um palestrante que iria conversar com os alunos naquela manhã. Depois, subiu para o primeiro andar e entrou numa sala de aula da 8ª série (9º ano atualmente), onde estava ocorrendo a segunda parte de uma aula dupla de língua portuguesa com a professora Leila D'Angelo. Wellington entrou sem pedir licença, calmamente, e então pegou suas armas, uma em cada mão, e começou a atirar nos alunos, nos braços e pernas dos meninos e nas cabeças das meninas, visando a matar somente elas. Segundo testemunhas, ele se referia às meninas como seres impuros e posicionava a arma em suas testas de forma cruel antes de matá-las. Morreram dez meninas e dois meninos, todos com idade entre 13 e 15 anos. Ele conseguiu dar mais de trinta tiros, graças ao uso dos carregadores.
Houve pânico e os alunos e funcionários começaram a correr. Agentes do Departamento de Transportes Rodoviários (Detro), que faziam uma fiscalização em uma rua próxima, foram avisados por uma criança baleada que acabara de fugir do local. Policiais militares do Batalhão de Polícia de Trânsito Rodoviário e Urbano (BPRV), que acompanhavam a ação do Detro, foram até o local e, na tentativa de impedir Wellington, efetuaram dois disparos: um atingiu a perna do rapaz e o segundo o abdômen. Logo em seguida ele caiu na escada que dava acesso ao andar de cima, e então atirou contra a própria cabeça.
Wellington foi detido pelo 3º Sargento da Polícia Militar Márcio Alexandre Alves, de 38 anos. Segundo ele, o rapaz chegou a apontar-lhe a arma, sem contudo atirar. Alves atirou em Wellington, fazendo-o cair, e logo em seguida o rapaz cometeu suicídio. "O sentimento é de tristeza pelas crianças. Eu tenho filho nessa idade. Mas também é sentimento de dever cumprido, impedi que ele chegasse ao terceiro andar e fizesse mais vítimas", declarou.
Wellington Oliveira deixou uma nota de suicídio no local. Na missiva, já havia por escrito a intenção de se matar após a sua ação premeditada.

### Vítimas
Conforme a lista divulgada pela polícia do Rio de Janeiro, as vítimas foram:
- Ana Carolina Pacheco da Silva, 13 anos
- Bianca Rocha Tavares, 14 anos
- Géssica Guedes Pereira, 15 anos
- Igor Moraes da Silva, 13 anos
- Karine Chagas de Oliveira, 14 anos
- Larissa dos Santos Atanásio, 13 anos
- Laryssa Silva Martins, 13 anos
- Luiza Paula da Silveira Machado, 15 anos
- Mariana Rocha de Souza, 13 anos
- Milena dos Santos Nascimento, 15 anos
- Rafael Pereira da Silva, 14 anos
- Samira Pires Ribeiro, 14 anos

Famílias de quatro das vítimas decidiram doar os órgãos dos adolescentes. A prefeitura homenageou as vítimas dando seus nomes a doze creches da cidade. A primeira a receber esta homenagem foi Samira Pires Ribeiro, cujo nome foi dado a uma creche (Espaço de Desenvolvimento Infantil) no bairro de Guaratiba.

## Investigação

### Inquérito policial
O computador do assassino foi periciado para descobrir com quem ele se correspondia eletronicamente (ele teria se correspondido com uma pessoa em especial por três meses) e o instrutor de tiro com quem Wellington aprendeu a atirar foi ouvido pelo delegado. Os policiais também não pretendem reconstituir o crime no Realengo e um psicólogo forense foi incumbido de apresentar um laudo sobre as condições mentais do atirador.
Em 14 de abril, o homem que vendeu o revólver calibre 38 foi localizado pela polícia. Ele também vendeu munição (60 cartuchos) e o carregador rápido speedloader. Os policiais também conversaram com um ex-colega de Wellington chamado Abdul, com quem o atirador se correspondia pela Internet, mas descartam cumplicidade. Para o delegado, o crime está esclarecido e "ele (Wellington) agiu sozinho. Trata-se de uma pessoa com perturbação mental que teve um surto psicótico e que culminou com essa tragédia que comoveu o país inteiro".

### Motivação
A motivação do massacre não é conhecida ao certo. Cogita-se a hipótese de que o assassino possuía traços de psicopatia. Porém, não é de todo certo que o assassino de Realengo fosse psicopata, uma vez que uma das características principais da psicopatia é a falta de remorso do sociopata e o prazer que tem ao ver o sofrimento de suas vítimas. Do ponto de vista psiquiátrico, o sociopata não tem ideação suicida, sente prazer em matar mas não atenta contra sua própria vida. Com rigor científico, o assassino de Realengo sofria de algum distúrbio neuropsiquiátrico com traços psicóticos, aliando ideação persecutória, delírios, alucinações, fantasias e distorção da realidade. Sua carta de suicídio e sua página pessoal na rede social Orkut continham temas religiosos e passagens de livros da Bíblia, como Ezequiel e Eclesiastes. O jornal Clarín, por exemplo, afirmou que o autor a concluía com pedidos de um "típico fiel católico", ao escrever que precisava da "visita de um fiel seguidor de Deus em minha sepultura pelo menos uma vez" e ao citar a segunda vinda de Cristo, embora outras correntes religiosas também acreditem na Parúsia. Na tarde do dia da tragédia, a mídia nacional veiculou que sua irmã adotiva disse que ele era ligado ao islamismo, não saía de casa e "vivia na Internet". Entre outras especulações, está a de que o atirador havia sofrido bullying quando estudava na escola. Essa hipótese abre a oportunidade de opinião de que foi uma "tragédia importada" por não ser novidade em outros países, como Estados Unidos, Argentina, Rússia e China, mas muito rara no Brasil.
Somando a motivação de caráter religioso com a de mau tratamento durante os tempos de escola, um amigo próximo de Wellington afirmou que ele "sofria bullying, era viciado em jogos violentos e em ataques terroristas". O colega disse que o apelido de Wellington na adolescência era Al-Qaeda, em referência à organização fundamentalista islâmica, apontada como autora de diversos atentados. Ainda segundo o colega, Wellington era reservado e, entre os assuntos de suas conversas, destacavam-se os atentados terroristas, como o ocorrido em 11 de setembro de 2001 às Torres Gêmeas, que teria sido o "seu preferido".
Na casa de Wellington, encontraram-se cartas nas quais revelava ter ligações com grupos extremistas islâmicos e que praticava o islamismo, lia o Alcorão quatro horas por dia, meditava sobre atentados e tinha interesse em visitar países muçulmanos. Ao visitar um barbeiro, segundo o depoimento deste, disse que não poderia raspar a longa barba que ostentava e que lhe cobria todo o rosto porque seria expulso do grupo ao qual pertencia e com o qual se reunia periodicamente no Rio de Janeiro (a barba, de fato, faz parte da tradição islâmica como símbolo de masculinidade, motivo de orgulho e objeto de redobrada atenção, além de representar há muito tempo a reputação do fiel). No momento do crime, o atirador já não estava mais com a barba e, de acordo com um comerciante da região que o conhecia frequentemente, Wellington já havia raspado totalmente a barba na véspera do massacre.
As cartas encontradas em sua casa mencionam também dois extremistas com os quais Wellington se corresponderia pela Internet e um deles teria declarado que quase participou do atentado de 11 de setembro. Contudo, a polícia desconsidera seguir estreitamente essa linha de investigação, pois acredita que tais ligações com terroristas podiam ter sido meros delírios do rapaz e a informação de que teria vínculos diretos com o islamismo foi posteriormente negada por pessoas próximas a ele e também pela União Nacional das Entidades Islâmicas do Brasil.
Fontes ligadas a organizações de defesa aos direitos humanos afirmam que o crime também foi motivado por misoginia, pois analisando o perfil do crime, as meninas foram mais visadas, sendo os tiros disparados contra os meninos acidentais. Afirma-se também que uma página de ódio famosa na época, cujos donos foram presos em março de 2012, exaltava a ação de Wellington no momento do crime. É importante ressaltar similaridades no caso, como o caso de Elliot Rodger, o massacre na escola Amish em 2006 e o massacre em Pittsburgh, em agosto de 2009.

#### Vídeos
Na casa de Wellington Menezes foram encontrados dois vídeos em que ele fala sobre as motivações do crime. Ele fez um discurso considerado confuso e com indícios de estar dopado no qual, entre outras declarações, diz: "A luta pela qual muitos irmãos no passado morreram, e eu morrerei, não é exclusivamente pelo que é conhecido como bullying. A nossa luta é contra pessoas cruéis, covardes, que se aproveitam da bondade, da inocência, da fraqueza de pessoas incapazes de se defenderem".
No dia 13 de abril, a polícia divulgou um novo vídeo recuperado no disco rígido do computador de Wellington e feito antes de julho de 2010, no qual ele lê uma carta. O vídeo de 58 segundos teria sido feito pelo próprio atirador em local desconhecido. Todos os arquivos de dados do HD foram recuperados com um programa usado pelo FBI, embora Wellington tenha tentado apagá-los no dia do crime. Esse vídeo reforça a tese de que Wellington pretendia se vingar do bullying sofrido na escola: "A maioria das pessoas que me desrespeitam, acham que eu sou um idiota, que se aproveitam de minha bondade, me julgam antecipadamente (...). Uma ação fará pelos seus semelhantes que são humilhados, agredidos, desrespeitados em vários locais, como escolas e colégios".
No dia 15 de abril, as autoridades divulgaram um vídeo gravado pelo próprio assassino no qual ele descreve toda a sua preparação para o crime e deixa claro que sua motivação foram as humilhações sofridas na escola.

#### Carta de suicídio

##### Interpretações
Houve muitas análises e interpretações por parte de teólogos, psicólogos e especialistas da justiça quando se soube da carta deixada por Wellington. Embora seu primeiro trecho nos apresente citações de aspectos comuns a diferentes religiões, certos especialistas disseram que o texto, porém, não traz "referências diretas a uma crença específica e não pode ser lido como discurso religioso autêntico". Por ter citado as palavras "impureza" e "castidade", reforçando certo sentido conceitual religioso em relação a elas, pediu para que seu corpo fosse lavado e envolvido em lençol branco deixado por ele no edifício da escola. Por conta disso, houve muitas afirmações de suposta ligação do assassino com o islamismo e que sua carta era semelhante às notas deixadas por vários suicidas radicais islâmicos, como aquela deixada por Mohamed Atta, um dos terroristas do atentado de 11 de setembro de 2001. A Federação das Associações Muçulmanas do Brasil, em contraposição, divulgou uma nota na tarde do dia 7 para esclarecer que o atirador não participava da comunidade. A União Nacional das Entidades Islâmicas do Brasil, por sua vez, embora tenha deixado nota de que Wellington não tinha vínculos com a representação e a religião muçulmana, admitiu que seu pedido de sepultamento está de acordo com os rituais islâmicos praticados durante o sepultamento de um corpo.
Certos especialistas rebatem essa afirmação vinculada ao islamismo. O teólogo Leonardo Boff, por exemplo, lembrando o ponto em que o autor da carta cita a segunda vinda de Jesus, afirmou que Wellington "não se liga à religião judaica, muçulmana, nada disso. Ele é da tradição judaico-cristã. Os judeus esperam o Messias. Para os cristãos, o messias é Jesus". Boff ainda reforçou: "Ele justapõe muitos elementos das religiões que estão no mercado. É um brasileiro sincrético. (...) E dentro do cristianismo, há grupos maniqueístas. É uma patologia que atravessa todas as religiões". O teólogo ainda observou que dois conceitos seriam fortes no contexto da carta: o maniqueísmo e a "consciência do pecado", ao que afirma: "Ele só quer a pureza absoluta. É claro que ele se filia a essa corrente que é antiquíssima. Santo Agostinho foi durante muito tempo maniqueísta. O maniqueísmo parte de uma experiência verdadeira que é a existência do mal no mundo. [...] Ele sabe que está fazendo mal a Deus, pede que uma pessoa religiosa interceda. Tem consciência que fez o mal e que, perdoado, pode buscar a vida eterna".
Outro especialista, Eulálio Avelino Pereira Figueira, coordenador do curso de especialização em Ciência da Religião da Pontifícia Universidade Católica de São Paulo (PUC-SP), afirmou: "Não existe religião que esteja fundada no mal (maldade) gratuito, muito menos na perversidade e na crueldade. [...] A mensagem do texto é resultado de um imaginário coletivo religioso". Segundo o psiquiatra forense da USP e colunista do Estadão, Daniel Martins de Barros, não é improvável que Wellington apresentasse um transtorno de personalidade, mas que por si só não explicaria o crime, retomando o conceito de crise catatímica para entender o ocorrido.

## Reações

### Nacional

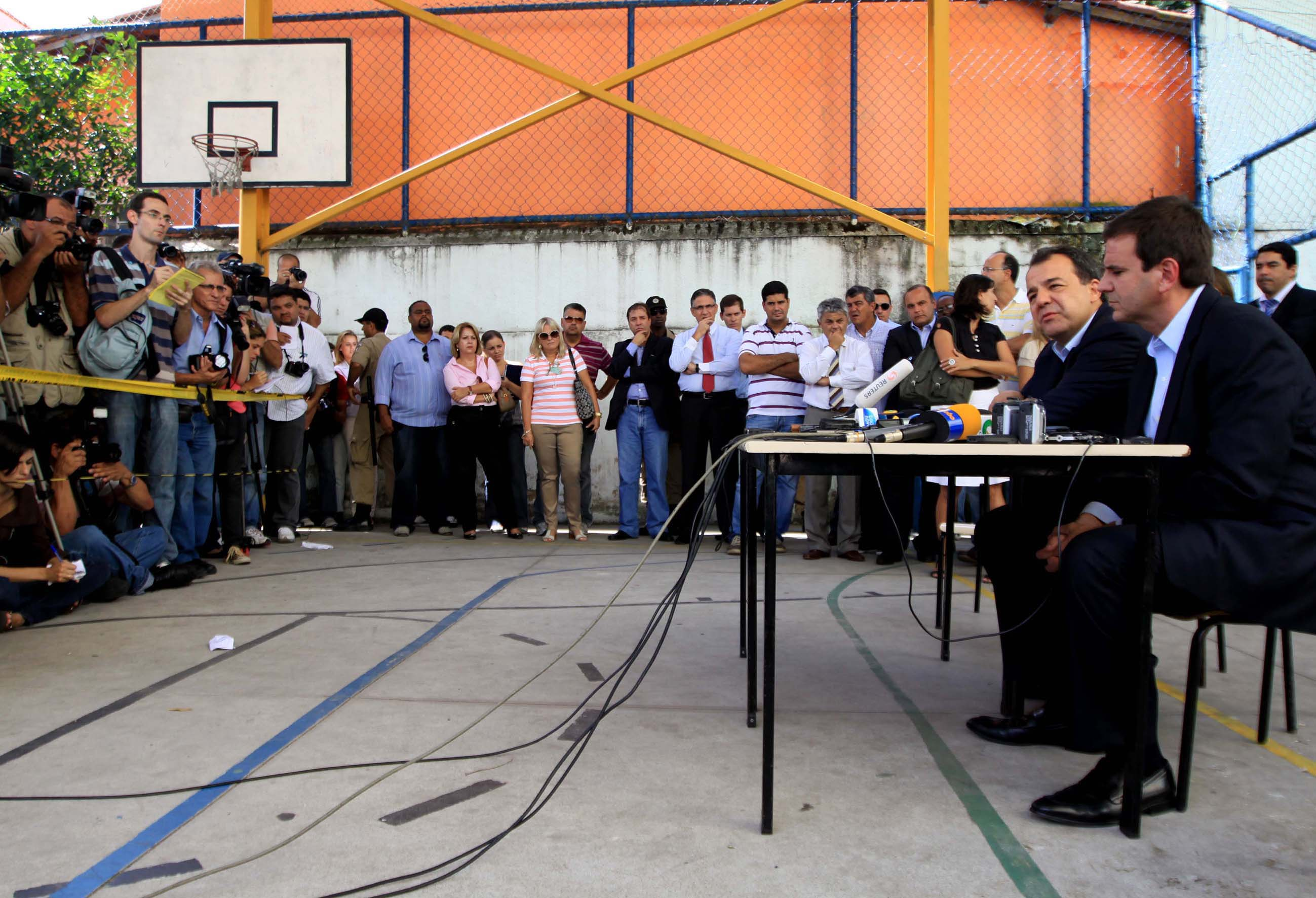
No dia 7 de abril de 2011, o governador Sérgio Cabral Filho e o prefeito Eduardo Paes falam da tragédia na escola Tasso da Silveira

A presidente do Brasil Dilma Rousseff disse, por meio do porta-voz da Presidência, que estava "chocada" e "consternada" e conversou por telefone com Sérgio Cabral Filho, governador do Rio de Janeiro, e com Eduardo Paes, prefeito. O Ministro da Educação, Fernando Haddad, fez um pronunciamento no final da manhã, afirmando que o caso era "uma tragédia sem precedentes no Brasil" e colocou o Ministério à disposição da Prefeitura do Rio de Janeiro.
Pouco depois de tomar ciência do ataque, Dilma Rousseff chorou ao falar do ocorrido, pedindo um minuto de silêncio pelas vítimas. Decretou luto oficial no Brasil com a duração de três dias. Na ocasião, a presidente declarou: "Não vou fazer um discurso porque hoje nós também temos que lamentar o que aconteceu em Realengo com crianças indefesas. Não era característica do país ocorrer esse tipo de crime. Por isso, eu considero que todos aqui estamos unidos no repúdio a esse ato de violência".
Horas depois do crime, o governador e o prefeito do Rio de Janeiro, respectivamente Sérgio Cabral Filho e Eduardo Paes, concederam uma entrevista coletiva no ginásio da Escola Tasso da Silveira, onde lamentaram o ocorrido. Cabral classificou o atirador Wellington de Oliveira como "psicopata e animal" e chamou de "heróis" o sargento, as professoras e as crianças da unidade de ensino que conseguiram avisar os policiais militares que estavam nas proximidades. "Sem eles, a tragédia teria sido maior", disse.
O caso foi listado pelo G1 (São Paulo) em 2014 como "9 casos de assassinos que chocaram o país com seus crimes" e pelo Brasil Online (BOL) em 2015 como "22 crimes que chocaram o Brasil".
Muitas comunidades virtuais na rede social Orkut foram criadas para fazer apologia do crime e do seu autor, defendendo suas ações e incitando as pessoas a procederem de modo igual. Os moderadores dessas comunidades usam perfis fakes e participam de outras comunidades como "defesa de estupro como 'prática corretiva' a lésbicas, morte a gays, a andarilhos e a negros e até lamentos à não-extinção de países como o Japão, no terremoto seguido de tsunami". Os criminalistas se manifestaram preocupados e anunciaram que o Ministério Público pode enquadrar esses ambientes virtuais nas leis de repressão a crimes de racismo e congêneres. O Google, proprietário do site, apagou as comunidades conforme sua política de combate às mesmas.

### Internacional
A UNESCO, órgão da educação vinculado à Organização das Nações Unidas, manifestou imediato repúdio ao ataque, por meio de nota pela Internet, que dizia: "A UNESCO repudia os ataques à escola do Rio e se solidariza com as famílias. A escola deve ser um lugar para reconstruir a paz e a cultura".
O ataque em Realengo teve repercussão nos principais veículos da imprensa estrangeira. Os sites dos britânicos The Guardian, The Daily Telegraph e BBC, os norte-americanos CNN, MSNBC e o The New York Times, a Al Jazeera, o espanhol El País, o português RTP e o argentino Clarín destacaram o assunto. O Guardian afirmou que vinte pessoas foram mortas, enquanto a Al Jazeera noticiava doze mortes. O jornal espanhol El País destacou que o “Rio de Janeiro estava de luto e desconcertado porque crimes desse tipo são desconhecidos na cidade e apenas lidos nos jornais quando acontecem nos Estados Unidos”.
A CNN e a ABC News mostraram imagens ao vivo da RecordTV e da Record News, com centenas de parentes e amigos dos estudantes e funcionários que estavam na escola. A principal manchete no La Nación é sobre o episódio, denominado como a Tragédia no Rio de Janeiro. Uma reportagem resume o que houve em Realengo. No jornal britânico The Guardian, que, assim como o Clarín, destacou o assunto na manchete, fontes ouvidas chamaram o incidente de “massacre”. Outro diário britânico, o The Daily Telegraph, citou testemunhas que contam que os tiros começaram por volta das 8h30 da manhã da quinta-feira em questão.
O jornal americano The Wall Street Journal afirma que a tragédia "chocou a sociedade tradicionalmente familiar do Brasil, onde a violência contra crianças é rara. A escola fica em Realengo, no oeste de uma cidade conhecida por suas praias e belezas naturais". Alunos de uma escola em Columbine, Estados Unidos, cidade em que houve o Massacre de Columbine, de iguais proporções, em 1999, escreveram mensagens e cartazes aos alunos da Escola Tasso da Silveira com a ajuda de alunas brasileiras, prestando solidariedade internacional e dividindo os sentimentos de luto, a serem entregues no Brasil às vítimas da tragédia. Uma das sobreviventes do massacre, Crystal Muller, que na época tinha 16 anos, também mandou um recado aos brasileiros: "Vocês não estão sós. Há pessoas que estão rezando por vocês e que os acompanham por todo o mundo".